# Roma Casilina
Roma Casilina (wł. Stazione di Roma Casilina) – stacja kolejowa w Rzymie, na terenie Miasta Stołecznego Rzym, w regionie Lacjum, we Włoszech. Do 1941 nosiła nazwę Roma Mandrione.

## Linie kolejowe
- Linia Rzym – Formia – Neapol
- Linia Rzym – Cassino – Neapol
- Linia Rzym – Velletri
- Linia Rzym – Albano
- Linia Rzym – Frascati